# Eskoriatza
Eskoriatza is een gemeente in de Spaanse provincie Gipuzkoa in de regio Baskenland met een oppervlakte van 40 km². Eskoriatza telt 4.080 inwoners (1 januari 2016).